# 大洋丸
大洋丸，原名卡普·菲尼斯特雷號（德語：Cap Finisterre），是一艘原由德國建造的遠洋客輪，屬於20世紀初期的德國橫大西洋航線船隊。該船於1920年作為德國戰爭賠款的一部分移交給日本，並更名為「大洋丸」主要行駛於橫跨太平洋的航線。
1942年第二次世界大戰期間，該船載執行陸軍任務時遭美國潛艇長尾鱈號潛水艇（SS-210）擊沉，造成超過800人罹難，其中大部分為平民，亦包含設計嘉南大圳的土木工程師八田與一。

## 歷史

### 德國時期
卡普·菲尼斯特雷號起初由位於漢堡的布洛姆+福斯公司承建，為漢堡南美航運公司所訂造。該船於1911年完工，並以西班牙西部的菲尼斯特雷角命名。卡普·菲尼斯特雷號於1911年11月21日首航，從漢堡出發前往布宜諾斯艾利斯，搭載了1,350名乘客。
卡普·菲尼斯特雷號在僅耗時13.5天後抵達布宜諾斯艾利斯，並以「歐洲與南美之間最大、最快、最豪華的遠洋客輪」為名進行宣傳。此後，該船持續在南美航線上服役，直至1914年8月第一次世界大战爆發，被迫停航，封存於漢堡港內。卡普·菲尼斯特雷號曾被德意志帝國海軍列為預備改裝為輔助巡洋艦的候選船， 然而該計劃最終未被實施，該船在戰爭期間因協約國的封鎖而一直留置於漢堡。
1919年4月4日，卡普·菲尼斯特雷號根據《凡爾賽條約》作為德國戰爭賠款的一部分，交付給協約國。

### 美國時期
1919年4月11日，卡普·菲尼斯特雷號被移交給美國，並編入美國海軍。該船曾往返法國布雷斯特與美國紐約四次，負責將美國士兵自歐洲遣返。自1919年8月起，該船被封存於紐約海軍造船廠數月。
1919年11月25日，卡普·菲尼斯特雷號自美國海軍退役，轉交予英國，由航運主管機構接收。然而，英國政府從未將該船投入營運，而是將其轉交給大日本帝國政府，作為日本自德國戰爭賠款中獲得的分配份額之一。

### 日本民用時期
1920年，卡普·芬尼斯特雷號更名為大洋丸，並交由日本郵船株式會社（NYK）管理。日郵最初對於如何處理這艘龐大且營運成本高昂的船隻感到困惑。時任日本首相高橋是清最終請求東洋汽船創辦人淺野總一郎接收該船，並將其投入香港、上海、神戶、橫濱、檀香山、舊金山及洛杉磯之間的跨太平洋航線。針對該船的穩定性問題，淺野決定降低煙囪高度並增加壓艙物，以降低船身重心提升穩定性。他亦贊助一次由橫濱前往香港的試航，邀請包括安田财阀的安田善次郎等多位商界及政界名流登船，以宣傳該船及其奢華裝潢。1921年6月25日，該船完成首航抵達舊金山後，《舊金山紀事報》讚譽該船為「單航次搭載最多乘客抵達舊金山的船舶」
1926年3月10日，東洋汽船的航線業務移交給日本郵船，淺野被迫將大洋丸出售給日本政府。日本郵船於1929年5月4日以130萬日圓自大藏省手中購入該船，並持續在同一航線上營運。不久之後，隨著大蕭條的影響，以及美國政府對加州移民的限制日益嚴格，日本郵船在北美航線上的經營開始面臨困難。大洋丸亦因同航線上投入了更新且航速更快的淺間丸與靖國丸而受到競爭壓力。
1932年，美國詩人兰斯顿·休斯曾搭乘大洋丸自蘇聯、中國及朝鮮返美。同年，大洋丸也負責載運日本奧運代表團前往洛杉磯參加1932年夏季奧林匹克運動會。該船的三等艙被改裝為摔跤隊的訓練場地，游泳池則提供給包括前畑秀子與松澤初穗等女子游泳選手作為練習場地。
1941年10月22日，大洋丸自橫濱出發，載運最後301名仍留在日本的外國籍人士。當時船員中包括三名偽裝成平民的大日本帝國海軍軍官。大洋丸前往檀香山的航線與日本海軍「機動部隊」策劃對珍珠港襲擊時所採用的航線相同。這三名軍官於大洋丸在檀香山港口停留期間（1941年11月1日至5日）對珍珠港入口進行偵察，隨後於11月17日隨大洋丸返回橫濱，並將偵察情報提供給參與襲擊行動的微型潛艇人員。

## 軍事用途及沉沒

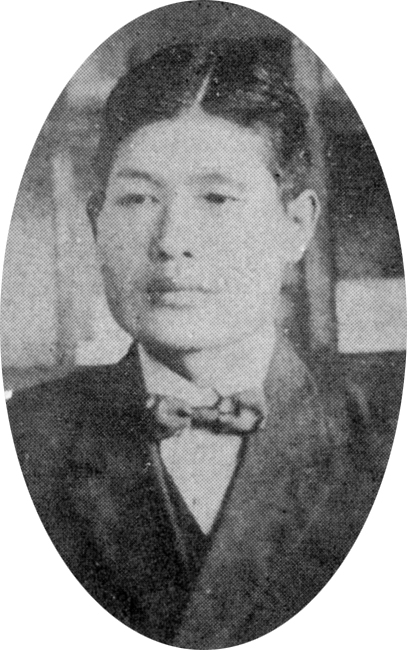
八田與一為此次事故中最知名罹難者。

太平洋戰爭爆發後，1942年5月初，大洋丸被大日本帝國陸軍徵用為輔助運輸艦，執行其唯一一次軍事任務。本次任務負責運送34名陸軍士兵及1,010名乘客，乘客多為軍政官員、醫療人員、文職人員、教育工作者與技術人員組成的「南方資源開發要員」。旨在支援日軍於日軍佔領東南亞地區的行政管理與基礎設施建設。乘客中有大量石油工程師，預計前往蘇門答臘巨港，並重啟位於砂拉越美里、婆羅洲峇里巴板的煉油設施；另有部分工程師前往馬來亞與爪哇岛安裝鋁精煉設備，以及赴菲律賓達沃市建設水泥工廠。大洋丸同時載運約2,450噸戰爭物資，包括彈藥、手榴彈及150噸碳化钙。
1942年5月5日，作為南方開發人員派遣的首批運輸船之一，大洋丸自宇品港出發。翌日停靠山口縣下關港補給煤炭和水，以及於門司補給後，於7日編入第109船團，與吉野丸、三艘貨船（御影丸、多佛丸、流星丸），以及護航的特設砲艦北京丸、驅逐艦「峯風」共同航行，目的地為新加坡。儘管大洋丸設計航速達14節（約26 km/h；16 mph），船團航速受限於最慢船隻，僅能以約9節航行，途中亦遭遇颶風級強風影響。
5月8日，通過五島列島海岸後，護航的北京丸發出潛艇警報，全船進入戰鬥警戒狀態。當時多數乘客正在用晚餐。當日晚間19時45分，大洋丸左舷艉部遭美國潛艇「長尾鱈號」（SS-210）發射的兩枚魚雷擊中，其中一枚擊中第二貨艙，引燃儲存的電石並引發爆炸，另一枚則引爆船上彈藥及手榴彈，炸毀船體底部。部分乘客試圖登上18艘救生艇，但發現甲板已起火，多數救生艇亦被爆炸摧毀。至20時20分，海水已淹沒至C甲板；至20時35分，船體開始艏部朝下下沉。艦長原田敬助與十餘名船員選擇與船共沉。大洋丸最終於20時40分沉沒於長崎縣東中國海男女群島西南約170公里（110英里）處海域。
接獲「北京丸」的通報後，僚船「富津丸」與護衛艦「峰風」前往救援，儘管現場仍有敵潛艇徘徊的危險，仍進行救助作業。翌晨，長崎縣水產試驗場的調查船與周邊作業的漁船亦趕赴現場協助救援。船上乘客包含拓務省、商工省、農林省官員，以及受徵召前往南方佔領地從事基礎設施建設的三井物產、三菱商事、野村東印度殖產、大同貿易、鐘淵紡織、住友礦業、東洋礦山、太平洋水泥等多家企業的技術人員與業務代表等，合計殉難人數達817人，包括軍屬、船員與乘客。此次沉沒事件成為當時日本海運史上傷亡最慘重的事故，倖存者僅193人。。
著名的工程師、曾建造臺灣烏山頭水庫的八田與一亦在罹難名單之列，其遺體在事發一個月後於山口縣萩市的漁船「第二睦丸」（安藤晃）在海上尋獲；於萩市火化後，骨灰由赴日善後的白木原技師在6月21日護送回臺灣。
事發後，當局下達封口令，禁止除公司高層、父母與配偶外的其他人談論事件。然而，消息仍逐漸流出，最終在5月14日，陆军省與海軍省對外發布通報，雖未指明船名，但承認有船隻被擊沉。翌日，各大報紙均報導了此事。事件中，輸送指揮官近藤久幸中佐與船長原田敬助亦殉職。長崎水上署設置的搜救總部於5月15日解散，陸軍的搜尋作業則在當月底結束。無法尋獲遺體者的死亡證明日期定為7月1日，死因登記為「慮死」或「變死」。根據陸軍省的見解，雖無法將此事件認定為公務殉職，但因為殉難者屬軍屬身份，因此可在各地方政府進行公葬。儘管搜尋行動已結束，後續仍有部分罹難者遺體漂流至濟州島、五島列島、對馬市、島根縣至新潟縣沿岸。
1943年2月，同樣由美國潛水艦擊沉的龍田丸亦搭載了大量原本將被派往佔領地負責行政與產業資源開發的學者與技術人員。兩船接連沉沒導致大量專業人員罹難，使得日本對佔領地的行政管理工作延誤約兩年之久。

## 殘骸
2018年8月，日本工程師浦環與法國深海技術潛水協會（Society La Plongée for Deep Sea Technology）的潛水員發現了大洋丸的殘骸。沉船呈左舷側翻狀態，據報除船首外大致保存完整。

## 書籍
- Brown, David. . Naval Institute Press. 1990. ISBN 1-55750-914-X.
- Williams, David. . Haynes Publishing. 1997. ISBN 1-85260-565-0.
- 松原 茂生、遠藤 昭. . 戦誌刊行会. 1996-5-1.
- 梶尾良太「太平洋戦争前期における日本の戦時遭難船舶と新聞報道」『兵庫県高等学校社会（地理歴史・公民）部会研究紀要』第20号、兵庫県高等学校教育研究会社会（地理歴史・公民）部会、2023年3月。

## 外部連結
- CAP FINISTERRE (1911 - 1942)
- 大洋丸 デジタルミュージアム
- Wrecksite.uu ap Finisterre SS (1919~1920) Taiyo Maru (+1942)
- USS Cap Finisterre
- 大洋丸誌-昭和館デジタルアーカイブ

30°45′N 127°40′E / 30.750°N 127.667°E